# Savornon
Savornon (en francès Savournon) és un municipi francès situat al departament dels Alts Alps i a la regió de Provença – Alps – Costa Blava.

## Demografia
| 1831                                       | 1962 | 1968 | 1975 | 1982 | 1990 | 1999 | 2006 | 2015 |
| ------------------------------------------ | ---- | ---- | ---- | ---- | ---- | ---- | ---- | ---- |
| 762                                        | 213  | 182  | 174  | 146  | 191  | 208  | 244  | 253  |
| Des de 1962: població sense dobles comptes |      |      |      |      |      |      |      |      |

## Administració
| Període   | Identitat      | Partit        |
| --------- | -------------- | ------------- |
| 1983-2001 | François Pujol | Divers gauche |
| 2001-2004 | Robert Nunes   | PCF           |
| 2004-2008 | Jean Germanaz  | Divers gauche |
| 2008-     | Michel Rolland |               |